# Puchar Mistrzów IIHF
Puchar Mistrzów IIHF (ang. IIHF European Champions Cup, ECC) – coroczne rozgrywki klubowe w hokeju na lodzie przeznaczone w każdym sezonie dla zespołów będących aktualnymi mistrzami w swoich państwach Europy, rozgrywane w latach 2005-2008. Organizowane były przez IIHF. Puchar Mistrzów odbywał się cyklicznie co roku, zawsze w styczniu, począwszy od 2005 roku. Rozgrywki te zastąpiły Puchar Europy i Europejską Hokejową Ligę.
Edycje turniejów zawsze odbywały się w Petersburgu (Rosja).

## Formuła turnieju
W turnieju brały udział mistrzowie lig europejskich z 6 krajów, które znajdują się najwyżej w rankingu IIHF. W pierwszej fazie turnieju drużyny były podzielone na 2 trzy-zespołowe grupy, które nazwane były na cześć wybitnych europejskich hokeistów: Aleksandra Ragulina i Ivana Hlinki. Zwycięzcy grup spotykali się w finale, a zwycięzca zdobywał Puchar Mistrzów.
W 2008 Puchar Mistrzów został zastąpiony przez Ligę Mistrzów.

## Edycje
| Edycja | Zdobywca                | Wynik  | Finalista    |
| ------ | ----------------------- | ------ | ------------ |
| 2005   | Awangard Omsk           | 2:1 d. | Kärpät       |
| 2006   | Dinamo Moskwa           | 5:4 k. | Kärpät       |
| 2007   | Ak Bars Kazań           | 6:0    | HPK          |
| 2008   | Mietałłurg Magnitogorsk | 5:2    | Sparta Praga |